# حظيرة

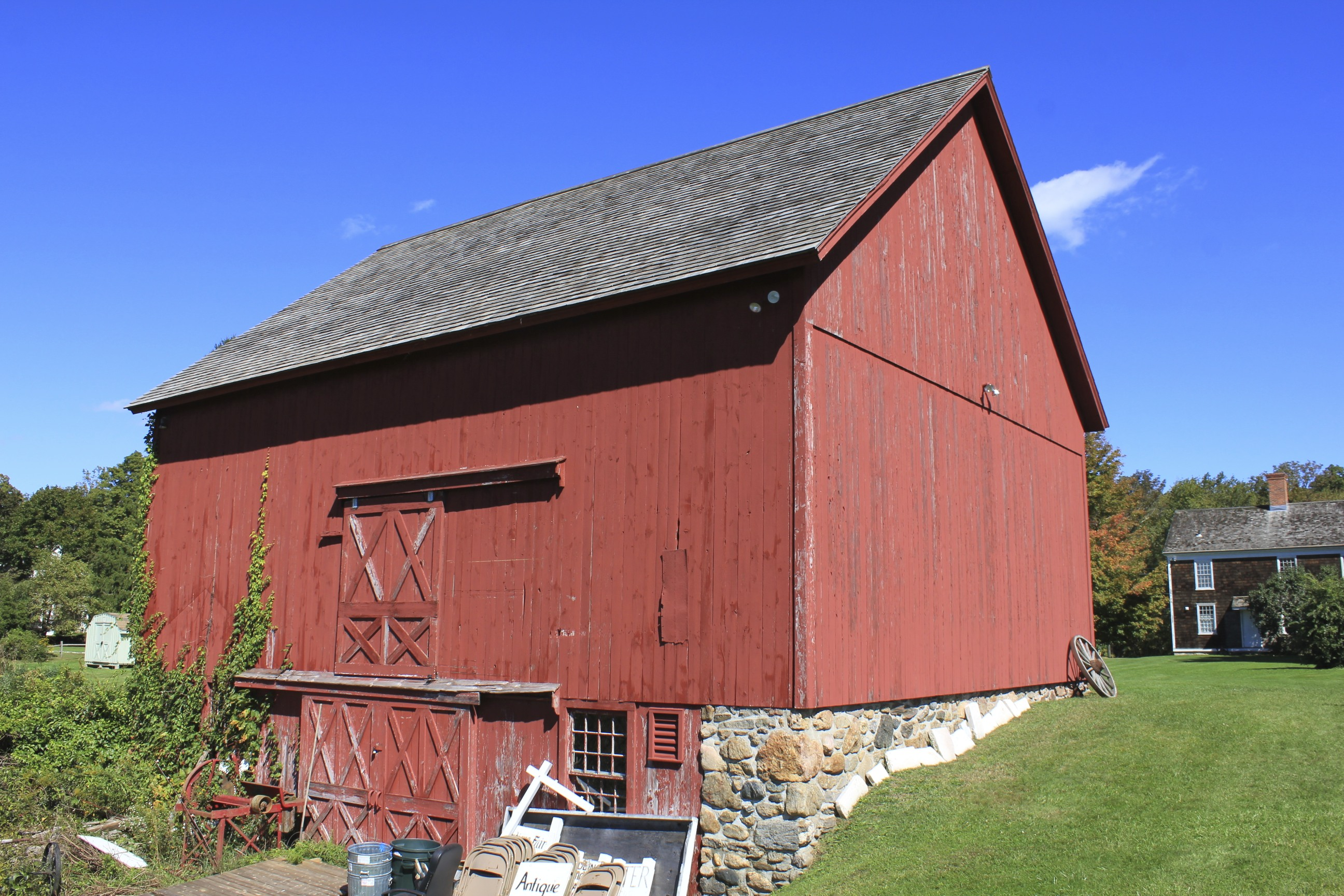
حظيرة في كونيتيكت

الحظيرة أو الزريبة هي بناء زراعي تستخدم للتخزين ومكان عمل مغطى. وقد تستخدم في بعض الأحيان لتبييت الماشية أو لتخزين المركبات والمعدات الزراعية. وتوجد الحظائر غالبا في المزارع أو في المزارع القديمة المهجورة. والزريبة هي الحظيرة المعدة لحفظ البقر.